# اریک پاسکال
اریک پاسکال (انگلیسی: Eric Paschall؛ زادهٔ ۴ نوامبر ۱۹۹۶) بازیکن بسکتبال اهل ایالات متحده آمریکا است.
از باشگاه‌هایی که در آن بازی کرده‌است می‌توان به گلدن استیت واریرز اشاره کرد.